# Krivoklát
Krivoklát es un municipio del distrito de Ilava en la región de Trenčín, Eslovaquia, con una población estimada a final del año 2024 de 218 habitantes.
Se encuentra ubicado al norte de la región, cerca del río Váh (cuenca hidrográfica del río Danubio) y de la frontera con la República Checa.

## Demografía
| Año        | 1994 | 2004     | 2014     | 2024    |
| ---------- | ---- | -------- | -------- | ------- |
| Población  | 327  | 288      | 250      | 218     |
| Diferencia |      | −11,92 % | −13,19 % | −12,8 % |

| Año        | 2023 | 2024    |
| ---------- | ---- | ------- |
| Población  | 219  | 218     |
| Diferencia |      | −0,45 % |